# Prezi
Prezi è un servizio basato su cloud (SaaS) per la realizzazione di presentazioni, che vengono realizzate su una tela virtuale. Prezi è stato ufficialmente pubblicato nel 2009 dai fondatori Adam Somlai-Fischer, Peter Halacsy e Peter Arvai.

## Storia
Prezi (o Prezi.com) è stato creato nel 2008 con il supporto di Kitchen Budapest e Magyar Telekom al fine di superare i tradizionali software di presentazione. Attualmente il progetto è supportato da Sunstone Capital
.
Lo sviluppo del software è stato curato dai Zui Labs sotto la direzione dei tre fondatori ungheresi Péter Árvai, Szabolcs Somlai-Fischer and Péter Halácsy. La parola Prezi in lingua ungherese è la forma contratta della parola presentazione.

## Prodotti e caratteristiche

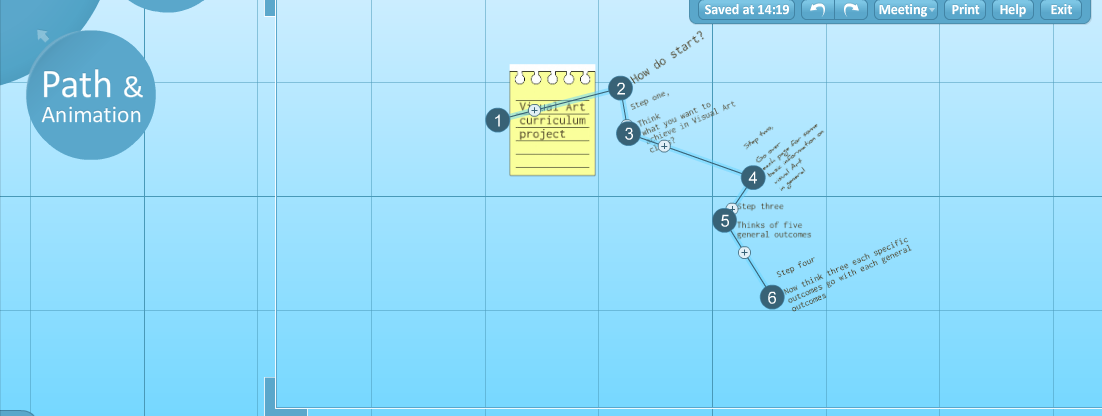
Prezi Path Tool

### Prezi ZUI
La ZUI di Prezi, utilizzabile online e offline impiega una comune finestra di dialogo a tavolozza, che consente di zoomare sulla tela e di dimensionare, ruotare ed editare gli oggetti. L'utente può inserire sulla tela oggetti, costituiti da immagini, testi e altri media. È possibile raggruppare vari elementi in un unico oggetto e creare dei percorsi collegando i vari oggetti in una sequenza, strutturando una presentazione lineare.

### Prezi Desktop
Il Prezi Desktop consente agli utenti che abbiano acquistato la versione Prezi Pro o quella Edu Pro di operare off-line e creare e salvare le loro presentazioni sul proprio computer (con sistemi operativi Windows o Mac). L'editor del Prezi Desktop consente di salvare in un formato .PEZ le presentazioni create off-line. Gli utenti possono disporre di uno spazio fino a 500 MB per l'archiviazione delle proprie presentazioni.

### Prezi Collaborate
Prezi Collaborate è uno strumento di collaborazione online che consente fino a dieci persone (presenti nello stesso luogo o in luoghi differenti) di cooperare nella realizzazione di presentazioni in tempo reale. Gli utenti partecipano simultaneamente e ciascuno e rappresentato visivamente da un piccolo avatar. La realizzazione cooperativa può essere effettuata simultaneamente o in modo differito: i partecipanti possono essere invitati a editare la presentazione Prezi in un momento successivo se lo desiderano. È possibile inviare un link ai partecipanti, attraverso il quale essi potranno editare la presentazione per dieci giorni.

## Modello economico
Il progetto Prezi si fonda sul modello economico freemium. Gli utenti che usano il prodotto sulla base della licenza gratuita sono tenuti a pubblicare i loro lavori sul sito Prezi.com, dove sono pubblicamente visualizzabili. È possibile sottoscrivere un abbonamento a pagamento a una versione Prezi Pro, che offre la possibilità di mantenere le presentazioni private. Solo la licenza Pro consente l'utilizzo di Prezi Desktop, che consente di modificare le presentazioni off-line. Prezi offre anche una licenza educational riservata a studenti e docenti.

## Compatibilità
Prezi è sviluppato in Adobe Flash, Adobe AIR sulla base di Django. Quindi è compatibile con la maggior parte dei moderni computer e programmi di navigazione web. Tuttavia, non risponde agli standard web, il che rende necessaria l'installazione del Adobe Flash plug-in.
Dal luglio 2014 è possibile utilizzare Prezi senza Adobe Flash, utilizzando solamente JavaScript.